# Liu Jianwei
Liu Jianwei (xinès simplificat: 柳建伟) (Zhenping, 1963) és un militar, escriptor i guionista xinès. Guanyador del Premi Mao Dun de Literatura de l'any 2005 per la seva novel·la 英雄时代 (yingxiong shidai), traduïda a l'anglès com Heroic Time.

## Biografia
Liu Jianwei va néixer l'octubre de 1963 a Zhenping, província de Henan (Xina). El 1979 després de la Revolució Cultural va ingressar a l'Exèrcit Popular d'Alliberament. El 1991, va anar a l'Acadèmia d'Art de l'exèrcit per estudiar i es va graduar el 1993. Va ingressar a la universitat de literatura Lu Xun i es va graduar el 1994. Posteriorment va ingressar a la Universitat Normal de Pequín. El 1997 i va anar a treballar a la regió militar de Chengdu. Des de 2004 és coronel retirat i treballa com a guionista i director adjunt en els estudis "August First Film Studio" (Bayi Fil Studio) de l'Exèrcit.
Es membre de l'Associació d'Escriptors Xinesos i de l'Associació de Cineastes Xinesos i acadèmic de l'Acadèmia de Literatura de Henan.

## Obres
El 1985 Liu va començar a publicar les primeres obres. Part de les seves obres tenen contingut autobiogràfic, però també volen ser, com diu el mateix Liu una ""visió panoràmica de la societat xinesa del canvi de segle".

### Novel·les
- 北方城郭 (The Great Wall)
- 突出重围 (Breakthrough)
- SARS危机 (SARS Crisis)
- 石破惊天 (The Rock)
- 惊涛骇浪 (The Terrifying Waves)
- 爱在战火纷飞时 (Love in the Anti-Japanese War)

### Reportatges
- 红太阳白太阳 (The Red Sun and the White Sun)
- 日出东方 (The Sun Comes Up in the East)
- 纵横天下 (The World Is Not Enough)

### Guions de cinema[3]
| Any  | Títol xinès    | Títol anglès                     | Director                  |
| ---- | -------------- | -------------------------------- | ------------------------- |
| 2011 | 飛天           | The Sspace of Dream              | Shen Dong i Wang Jia      |
| 2014 | 天河           | Tian He/ The Galaxy on Earth     | Shen Dong i Ning Haiqiang |
| 2015 | 天使：生命處方 | The Angel: Prescription for Life | Yang Hu                   |
| 2017 | 血戰湘江       | Battle of Xiangjiang River       | Chen Li                   |

## Premis
A part del Mao Dun, ha guanyat el premi "Five One Project" del Departament Central de Propaganda, el primer premi de literatura Feng Mu, el primer premi del setè premi de literatura cinematogràfica Xia Yan, el premi de literatura de l'Exèrcit, i el premi Feitian.